# Cetatea Andernach
Cetatea Andernach este o cetate care a aparținut de episcopatul din Köln. Ea este construită în stil romanic cu elemente gotice. Cetatea este una dintre ruinele medievale cele mai bine păstrate de pe cursul mijlociu al Rinului.

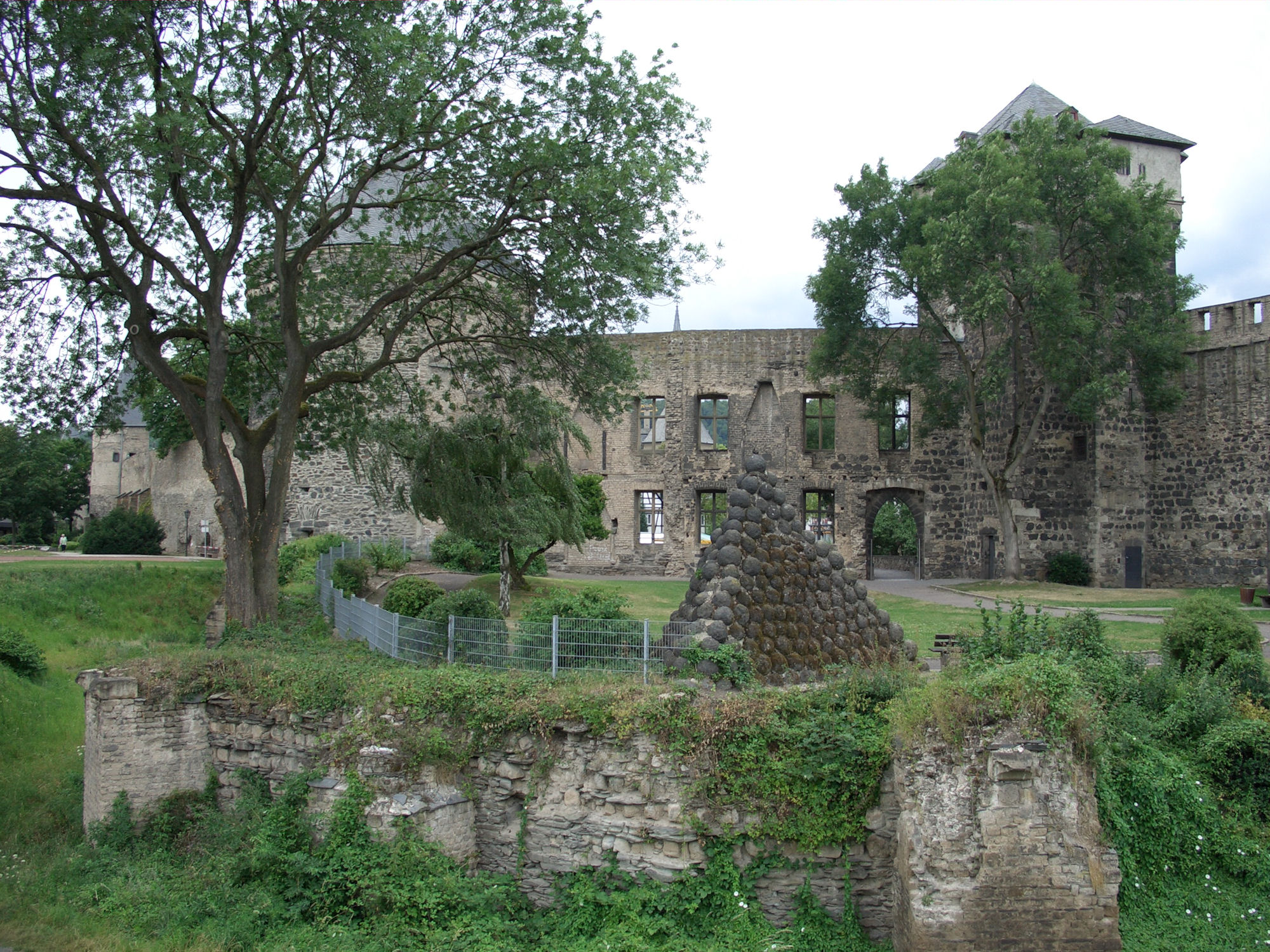